# Diplocentria
Diplocentria là một chi nhện trong họ Linyphiidae.